# جين بورتر بريدويل
جين بورتر بريدويل (بالإنجليزية: Gene Porter Bridwell) (4 أكتوبر 1935 – 4 أغسطس 2016) كان مهندسًا ومديرًا أمريكيًا في مجال الفضاء، شغل منصب المدير السابع لمركز مارشال لرحلات الفضاء التابع لـوكالة ناسا في هنتسفيل، ألاباما، من 6 يناير 1994 حتى 3 فبراير 1996.

## الحياة المبكرة والتعليم
وُلد بريدويل في مدينة باريس بولاية تكساس في 4 أكتوبر 1935. حصل على درجة البكالوريوس في الهندسة الكهربائية من جامعة لويزيانا الحكومية، ثم التحق بناسا حيث شارك في العديد من المشاريع الفضائية الرائدة.

## مسيرته المهنية
بدأ بريدويل مسيرته في وكالة ناسا ضمن برامج الدفع والصواريخ، وساهم في برامج مثل ساتورن 5 ومكوك الفضاء. تولى لاحقًا مناصب قيادية في مركز مارشال، حتى تعيينه مديرًا له عام 1994، حيث أشرف على تطوير برامج الدفع الفضائي والمبادرات العلمية الجديدة في حقبة ما بعد مكوك الفضاء.

## الوفاة
توفي جين بورتر بريدويل في 4 أغسطس 2016 في هنتسفيل، ألاباما، عن عمر ناهز 80 عامًا.

## وصلات خارجية
- قائمة مدراء مركز مارشال – وكالة ناسا
- نعي بريدويل – Legacy.com